# Athrotaxis laxifolia
Athrotaxis laxifolia ist eine Koniferenart aus der Gattung der Schuppenfichten (Athrotaxis) in der Familie der Zypressengewächse (Cupressaceae). Der immergrüne Baum ist in Tasmanien heimisch.

## Beschreibung

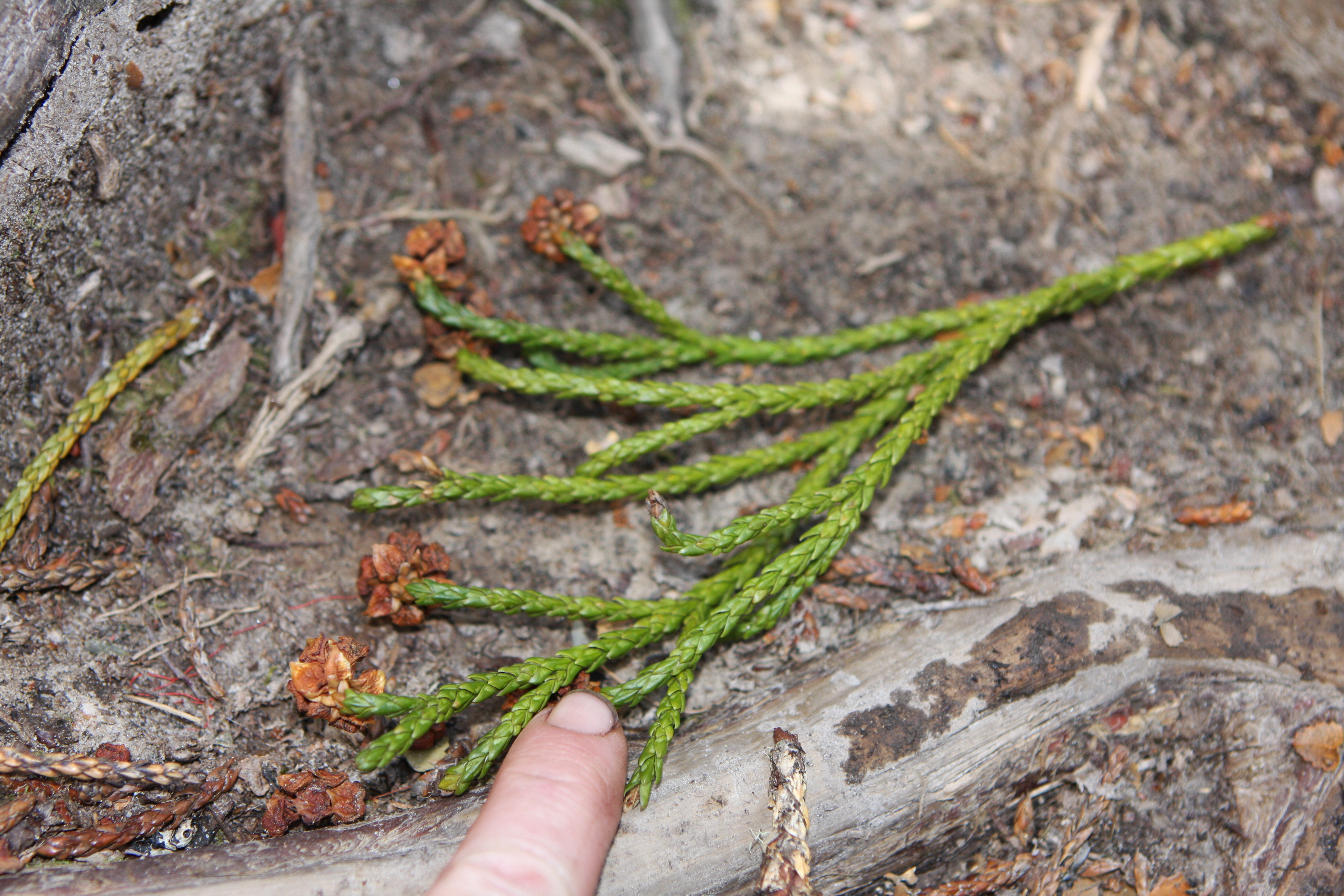
Zweig mit Blättern und Zapfen

Athrotaxis laxifolia ist ein immergrüner Baum. Er bildet eine kegelförmige, locker beastete Baumkrone aus und erreicht Wuchshöhen von 12 bis 21 m. Die Borke des Stammes ist dunkel orangebraun mit tiefen Rissen und löst sich in Schuppen ab. Die Zweige des frischen Austriebs sind blass- bis hellgelb. Die Blätter sind eiförmig bis lanzettlich. Sie sind spiralig angeordnet, etwa 6 mm lang und spitz zulaufend. Auf der Oberseite befinden sich zwei Stomabänder. Der Blattrand ist ganzrandig und durchscheinend.
Athrotaxis laxifolia ist einhäusig (monözisch). Die männlichen Zapfen bilden zwei Pollensäcke pro Mikrosporophyll. Die weiblichen Zapfen stehen an den Enden kurzer Triebe. Sie sind sowohl zur Blütezeit als auch bei der Reife nach unten ausgerichtet. Reife Zapfen sind etwa 1,8 cm lang. Sie sind braun, länglich eiförmig und tragen Zapfenschuppen von dreieckiger Form. Am oberen Ende der Zapfenschuppen auf dem Rücken steht ein kleiner Dornfortsatz. Deck- und Samenschuppe sind miteinander zur Zapfenschuppe verwachsen. Die Samen tragen auf beiden Seiten einen schmalen Flügel und werden durch den Wind ausgebreitet.
Das Holz der Athrotaxis laxifolia ist weich und blass rötlich. Es wird nicht kommerziell genutzt, da die Vorkommen unbedeutend sind und die Bäume häufig solitär stehen.

## Vorkommen
Athrotaxis laxifolia (oder Hybride, siehe Kapitel Systematik) ist in Tasmanien endemisch. Sie gedeiht in Bergregenwäldern in Höhenlagen von 900 bis 1200 m ü. NN im westlichen bis mittleren Teil der Insel.

## Systematik
Die Erstbeschreibung von Athrotaxis laxifolia erfolgte 1843 durch den britischen Botaniker William Jackson Hooker. Ein Synonym für Athrotaxis laxifolia Hook. ist Athrotaxis doniana Henk. & Hochst.
Nach Isoda et al. 2000 ist es strittig, ob es sich um eine eigene Art handelt oder ob Athrotaxis laxifolia eine Hybride aus den beiden Arten Athrotaxis cupressoides und Athrotaxis selaginoides ist. Für diese Vermutung spricht, dass die Vorkommen auf das gemeinsame Verbreitungsgebiet dieser beiden Arten beschränkt ist und dass die Belaubung zwischen diesen beiden Arten stehende Eigenschaften besitzt. Einer Veröffentlichung aus dem Jahr 2000 zufolge wurde der Nachweis der Hybrideigenschaft durch DNA-Analysen erbracht.